# Эжолты
 Эжолты  — деревня в Усть-Вымском районе Республики Коми в составе сельского поселения Кожмудор.

## География
Расположена на левобережье реки Вычегда на расстоянии примерно 16 км по прямой на юго-восток от районного центра села Айкино.

## История
Основана переселенцами из Коквиц, впервые упомянута в 1719 году как деревня Ижолта, 3 двора. В 1747 году — упоминается как Ижелты. К 1782 году население возросло до 75 жителей при 12 дворах. В 1920 году здесь (Ижелты) было 36 дворов и 186 жителей, все — коми; в 1926 (Ижолты) — 50 дворов и 220 жителей, в 1939 586 жителей. С 1986 года уже Эжолты. В 1979 здесь жили 140 человек; в 1989 — 88; в 1995 — 73 человека в 30 хозяйствах. Ранее была деревянная церковь Усекновения главы Иоанна Предтечи 1875—1876 годов постройки (не сохранилась).

## Население
Постоянное население составляло 64 человека (коми 89 %) в 2002 году, 41 в 2010.